# Harrison Point
Harrison Point är en udde i Sydgeorgien och Sydsandwichöarna (Storbritannien). Den ligger i den nordvästra delen av Sydgeorgien och Sydsandwichöarna.
Terrängen inåt land är huvudsakligen kuperad, men norrut är den platt. Havet är nära Harrison Point åt nordost.  Trakten runt Harrison Point är nära nog obefolkad, med mindre än två invånare per kvadratkilometer.